# Населённые пункты Игринского района
Муниципальное образование «Игринский район» включает в себя 112 населённых пунктов: 15 сельских поселений в составе 13 сёл, 96 деревень, 1 посёлка, 2 выселков и 1 починка.
Административный центр района — посёлок Игра.

## Перечень населённых пунктов
Далее приводится список населённых пунктов по муниципальным образованиям, в которые они входят. Жирным шрифтом выделены административные центры поселений.

### Муниципальное образование «Беляевское»
- деревня Беляевское
- село Большая Пурга
- деревня Итадур
- деревня Новоглазово
- деревня Палым
- деревня Пургинский
- деревня Сепож
- деревня Сюрсовайчик
- деревня Тупал Пурга
- деревня Вукобер

### Муниципальное образование «Зуринское»
- село Зура
- деревня Выльгурт
- деревня Зуринский Шамардан
- деревня Искалмувыр
- деревня Квардавозь
- деревня Кук-Шамардан
- деревня Каргурезь
- деревня Люквыр
- деревня Оник-Ирым
- деревня Седойлуд
- деревня Турел
- деревня Тышур
- деревня Мувыр

### Муниципальное образование «Игринское»
- посёлок Игра
- выселок Нагорный

### Муниципальное образование «Кабачигуртское»
- деревня Кабачигурт
- деревня Беризевыр
- деревня Гереево
- деревня Зянтемошур
- деревня Ильяпиево
- деревня Среднее Шадбегово
- деревня Старое Шадбегово
- деревня Сетпиево
- деревня Чимошур

### Муниципальное образование «Комсомольское»
- деревня Комсомолец
- деревня Бачкеево
- деревня Бельское
- деревня Годекшур
- село Калиновка
- деревня Калиновка
- выселок Пионерский
- деревня Сундошур
- деревня Унтем

### Муниципальное образование «Кушьинское»
- село Кушья

### Муниципальное образование «Лозинское»
- село Лоза
- село Русская Лоза
- деревня Выжешур

### Муниципальное образование «Лонки-Ворцинское»
- деревня Лонки-Ворцы
- деревня Малые Мазьги
- деревня Порвай

### Муниципальное образование «Лозо-Люкское»
- деревня Лозолюк
- деревня Карачум
- деревня Люк
- деревня Максимовка
- починок Максимовка
- деревня Тюптиево
- деревня Тюптишурйыл
- деревня Туга
- деревня Тугалуд
- деревня Устье Люк
- деревня Ключёвка

### Муниципальное образование «Мужберское»
- деревня Мужбер
- деревня Башмаково
- деревня Верхний Чумой
- деревня Верхние Шорни
- деревня Кабаново
- деревня Нижние Шорни
- деревня Сосновские Шорни
- деревня Узырмон
- село Чумой

### Муниципальное образование «Новозятцинское»
- село Новые Зятцы
- село Магистральный
- деревня Арлеть
- деревня Верхний Утем
- деревня Каменцы
- деревня Лудяны
- село Малягурт
- деревня Мочешур
- деревня Мучи
- деревня Полянцы
- деревня Сектыр
- деревня Шушангурт
- деревня Чечеги

### Муниципальное образование «Сепское»
- деревня Сеп
- деревня Лудошур
- деревня Лужаны
- деревня Михайловка
- деревня Николаевка
- деревня Палым
- деревня Пежвай

### Муниципальное образование «Сундурское»
- деревня Сундур
- деревня Байвал
- деревня Выселок Кушья
- деревня Кузьмовыр
- деревня Левая Кушья
- деревня Лоза
- деревня Правая Кушья
- деревня Чуралуд

### Муниципальное образование «Чутырское»
- село Чутырь
- деревня Верх-Нязь
- деревня Загребино
- деревня Ляльшур
- деревня Нязь-Ворцы
- деревня Пазяли
- деревня Чемошур
- деревня Удмурт-Лоза

### Муниципальное образование «Факельское»
- село Факел
- деревня Башмаково
- деревня Лучик
- деревня Лучиквай
- деревня Юлайгурт
- село Менил
- деревня Менил